# Dichaetomyia helinaeformis
Dichaetomyia helinaeformis este o specie de muște din genul Dichaetomyia, familia Muscidae, descrisă de Adrian C. Pont în anul 1969.
Este endemică în Tanzania. Conform Catalogue of Life specia Dichaetomyia helinaeformis nu are subspecii cunoscute.